# 石川恒太郎
石川 恒太郎（いしかわ つねたろう、1900年8月25日 - 1990年10月30日）は、日本の歴史学者。
宮崎県日向市生まれ。宮崎県立延岡中学校、専修大学卒業。「日州新聞」「大阪毎日新聞」などの記者を経て1940年、宮崎県立上代日向研究所特別委員となる。戦後は宮崎県文化財専門委員として考古学や地方史研究に携わる。歴史研究のかたわらラジオ番組で郷土史の講義を行う。1960年宮崎県文化賞を受賞。

## 著書
- 『日本浪人史』（春秋社、1931年）
- 『日向産業史』（日向文化研究所、1938年）
- 『聖地日向』（日向文化研究所、1940年）
- 『宮崎県経済史』（宮崎県、1954年）
- 『高鍋藩の農政』（日向文化研究所、1956年）
- 『氏素性の話』（日向文化研究所、1959年）
- 『日本古代の鋼鉄の精錬遺蹟に関する研究』（角川書店、1959年）
- 『日向の方言』（日向文化研究所、1962年）
- 『宮崎県の考古学』（吉川弘文館、1968年）
- 『日向ものしり帳』（宮崎放送、1970年）
- 『邪馬台国と日向』（日向文化研究所、1972年）
- 『新・日向ものしり帳』（ぎょうせい、1974年）
- 『日向国盗り物語』（学陽書房、1975年）
- 『増補地下式古墳の研究』（ぎょうせい、1979年）
- 『日向古代史の新研究』（鉱脈社、1986年）
- 『みやざきの姓氏』（鉱脈社、1986年）